# Selvopfyldende profeti
En selvopfyldende profeti er en forudsigelse, der bliver sand i hvert fald delvist som følge af en persons overbevisning eller forventning, der var at forudsigelsen var sand. Dette indikerer at personens overbevisning eller forventning påvirker deres handlinger. Princippet bag fænomenet er, at folk skaber konsekvenser for personer eller begivenheder baseret på deres tidligere viden om emnet.
Der er tre primære faktorer i et miljø, som skal være til stedet for at en selvopfyldende profeti kan gå i opfyldelse: udseende, opfattelse og overbevisning. Når et fænomen ikke kan ses bliver udseendet det, som vi stoler på, når en selvopfyldende profeti eksisterer. Når det kommer til selvopfyldende profetier skal der også være en forskel mellem "rå og institutionelle" fakta. Filosoffen John Searle skriver, ta forskellen er at "fakta eksisterer uafhængigt af menneskelige institutioner; institutionelle fakta kan kun eksistere i en institution".
Der er en manglende evne hos institutionelle fakta til at være selvopfyldende. For eksempel er den gamle tro på, at Jorden er flad (institutionel), når man ved at den er sfærisk (rå) ikke selvopfyldende, fordi Jordens form er bevist gennem omfattende forskning og målinger. Der skal være konsensus mellem "stort antal mennesker inden for en given befolkning" - bortset fra at være institutionel, social eller bundet af naturens love for en idé - for at blive opfattet som sig selv -opfyldende.